# Ira Yarbrough
Pour les articles homonymes, voir Yarbrough.
Ira Yarbrough, né le 10 décembre 1910 dans le Comté de Webster dans le Missouri et mort le 28 février 1983 à Sarasota, est un dessinateur américain de comics surtout ceux mettant en scène Superman.

## Biographie
Ira Yarbrough naît en 1911 dans le Comté de Webster (Missouri). En 1943, il rejoint le studio de Joe Shuster, cocréateur de Superman et dessine des aventures du héros. Son premier travail publié apparaît dans les pages du numéro 63, en août 1943,d'Action Comics. Il crée le design de Mr. Mxyzptlk. Il meurt le 28 février 1983 à Sarasota.

## Analyse de l'œuvre
Le style de Yarbrough est particulièrement comique contrairement aux autres dessinateurs du studio Shuster.

## Créations
- Mr Mxyztplk[1]